# Kingswear

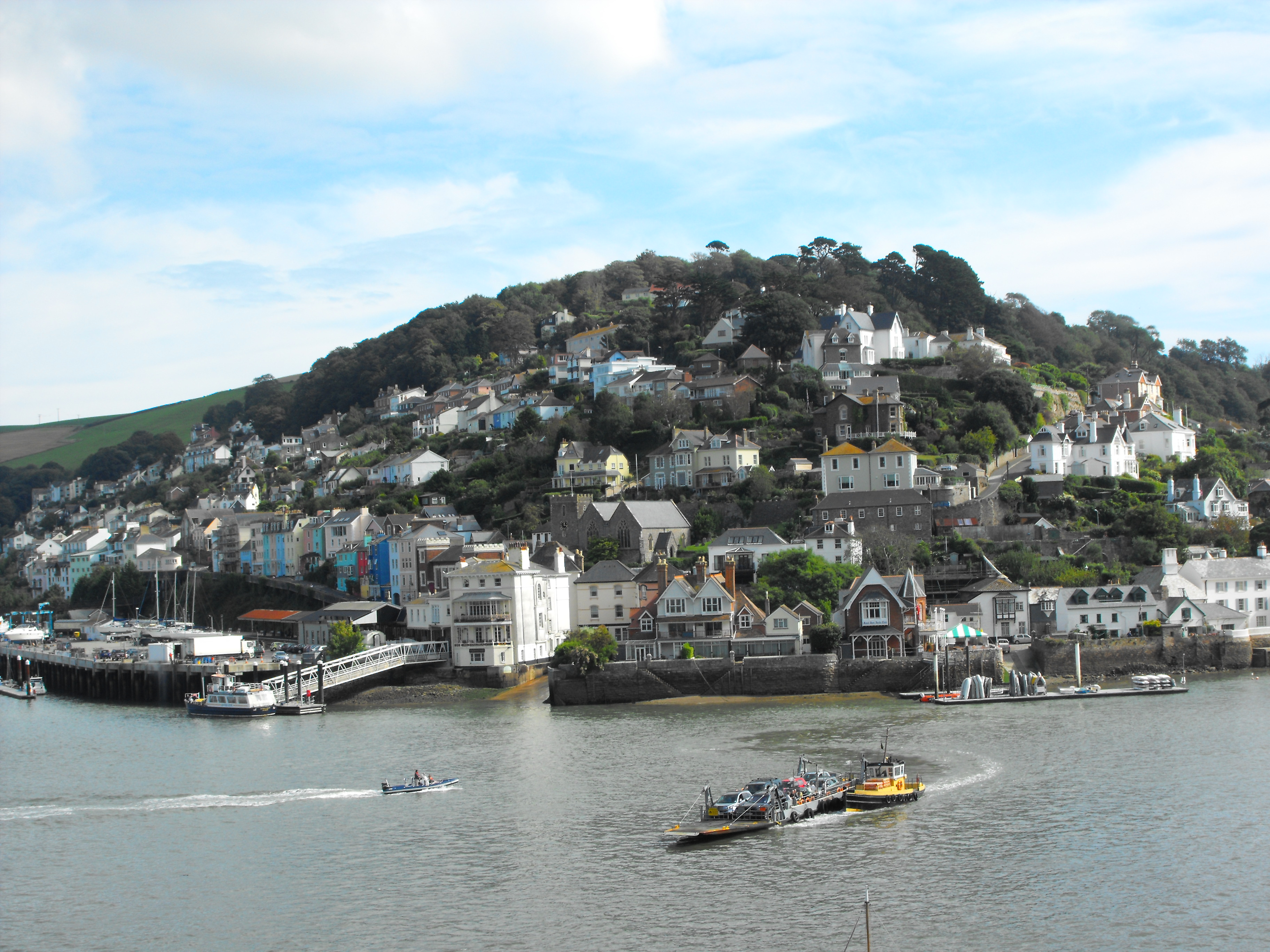
Kingswear widziany z Dartmouth

Kingswear – wieś w Wielkiej Brytanii, w hrabstwie Devon, położona na wschodnim brzegu rzeki Dart w pobliżu jej ujścia, naprzeciwko miasta Dartmouth. We wsi znajduje się stacja parowej linii kolejowej Dartmouth - Paignton oraz przystań przeprawy promowej do Dartmouth. Wieś zamieszkuje ok. 1400 mieszkańców.